# Réseau de neurones (biologie)
Pour les articles homonymes, voir Réseau de neurones artificiel et Réseau (homonymie).
En neurosciences, un réseau de neurones correspond, schématiquement :
- Soit à un nombre restreint de différents neurones interconnectés, qui ont une fonction précise, comme le ganglion stomatogastrique qui contrôle l'activité des muscles de l'estomac des crustacés.
- Soit à un grand nombre de neurones similaires interconnectés, qui ont des fonctions plus cognitives, comme les réseaux corticaux qui permettent entre autres la catégorisation.

## Structure
Exemple en image de la constitution d'un réseau neural simple :

(3) Réseau neural simple avec deux neurones et deux cellules gliales – astrocyte et oligodendrocyte.

(1) Schéma d'un neurone, élément de base d'un réseau.

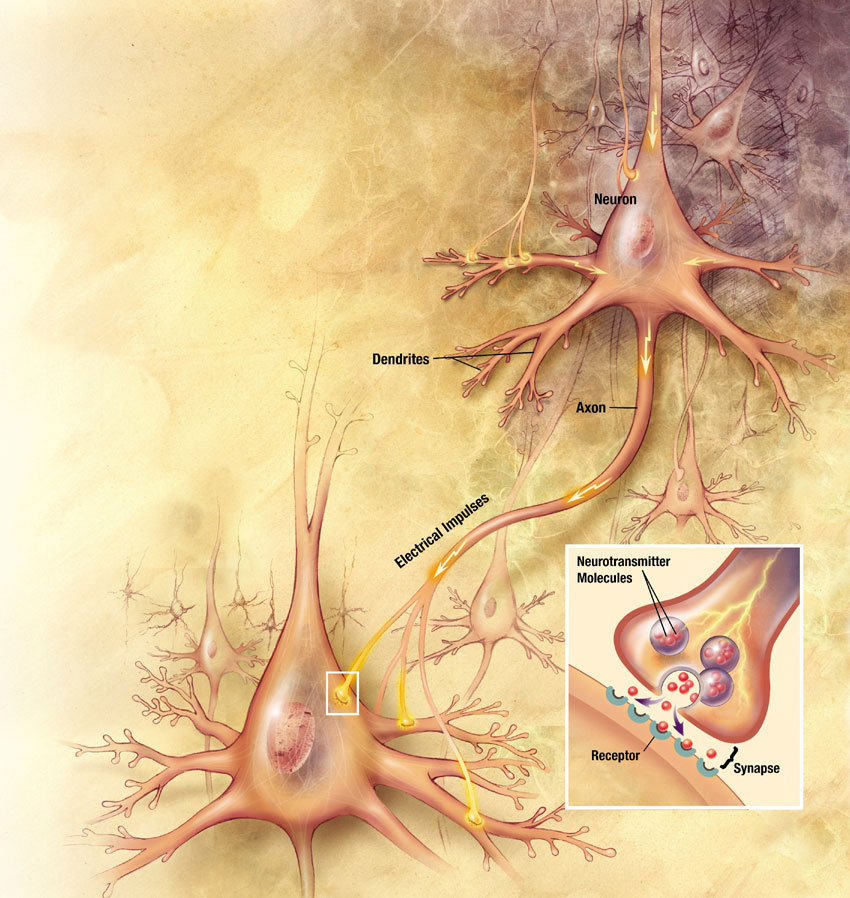
(2) Connexion synaptique entre deux neurones.

## Processus
Les neurones reconfigurent en permanence une partie du réseau, en temps normal et plus encore lors des processus cicatriciels. C'est ce qui explique la plasticité du cerveau.
Les filaments d'actine jouent un rôle important dans le rapprochement des neurones, nécessaire aux interconnexions qui formeront le [réseau] supportant les influx nerveux.

## Niveau organisationnel du réseau de neurone
La structure des organismes biologiques qui constituent la biosphère peut être décomposée en plusieurs niveaux d'organisation : atomique, moléculaire, cellulaire, tissulaire, organique, des systèmes, et enfin celui de l'organisme dans sa totalité fonctionnelle.
L'étude scientifique du vivant se fait par des recherches sur les éléments de chacun de ces niveaux, puis par la compréhension des interactions entre ces différents niveaux (voir l'article « Méthode scientifique »).
L'étude du niveau du réseau de neurones permet de comprendre le fonctionnement des associations de neurones. Cette compréhension est une nécessité incontournable car ces processus sont fondamentaux : en effet, le cerveau humain est constitué d'environ 100 milliards de neurones, ou 86 milliards en moyenne selon des recherches plus récentes,, organisés en millions de réseaux fonctionnels. Les réseaux biologiques de neurones sont aussi un modèle pour les réseaux de neurones que les informaticiens cherchent plus ou moins à imiter, notamment dans le domaine de l'intelligence artificielle.

## Histoire
Les premières études concernant les réseaux de neurones date de la fin du XIXe siècle, avec les travaux d'Herbert Spencer, Principles of Psychology, 3rd édition (1872), de Theodor Meynert, Psychiatry (1884), de William James, Principles of Psychology (1890), et de Sigmund Freud, Project for a Scientific Psychology (1895).